# ويليام إتش. كالكينز
ويليام إتش. كالكينز هو قاضي ومحامي وسياسي أمريكي، ولد في 18 فبراير 1842 في مقاطعة بايك في الولايات المتحدة، وتوفي في 29 يناير 1894 في تاكوما في الولايات المتحدة. نشط حزبياً في الحزب الجمهوري. وقد انتخب عضو مجلس نواب إنديانا ‏ وانتخب عضو مجلس النواب الأمريكي.